# إيفان كامبل
إيفان كامبل (29 أكتوبر 1908 - 22 يناير 1962) (بالإنجليزية: Ivan Campbell)‏ هو لاعب كريكت أسترالي.

## وصلات خارجية
- إيفان كامبل على موقع إي آس بي آن كريك إنفو (الإنجليزية)